# Неволин, Пётр Иванович
Пётр Иванович Неволин (1856—?) — российский деятель революционного движения, земский статистик, научный писатель в области географии.

## Биография
Происходил из дворянской (по другим данным, священнической) семьи. Родился в селе Верхошежемское Орловского уезда Вятской губернии, однако с молодых лет участвовал в так называемых хождениях в народ.
В 1873—1874 годах обучался в Вятской гимназии, зимой этого года совместно с М. П. Бородиным и А. Н. Селенкиным, с которыми делил квартиру, создал революционный кружок; в итоге не окончил гимназии и ушёл из неё после 7-го класса.
В апреле 1874 года поступил в Санкт-Петербургский технологический институт, летом того же года, сдав экзамены, работал в Псковской губернии у помещика Костюрина, а также, назвавшись крестьянином Островского уезда Иваном Алексеевичем Гвоздевым, — у слесаря Павла Григорьева на территории Старицкого уезда Тверской губернии, активно занимаясь революционной деятельностью.
В итоге ещё до зачисления в университет, 20 августа 1874 года, был арестован на три с половиной года по так называемому «Процессу ста девяноста трёх»: с 9 сентября находился в заключении в Петропавловской крепости, 24 января 1876 года его перевели в Дом предваритительного заключения. Суд над Неволиным состоялся 5 мая 1877 года; 31 октября 1877 года его удалили из зала суда после отказа отвечать на вопросы. В итоге, однако, 23 января 1878 года он был оправдан и в том же году вернулся в Вятку, где за ним был установлен гласный надзор полиции.
С 1880-х годов работал в статистических бюро губернских земств сначала в Казанской, затем в Нижегородской и Владимирской губерниях, первоначально под руководством Н. Ф. Анненского, потом самостоятельно.
В 1883 году, живя в то время в Казани, был подозреваемым в почтовой рассылке прокламаций революционного содержания, однако дело в отношении него было прекращено ввиду недостаточного количества улик.
Во время голода 1891—1892 годов принимал активное участие в организации земской продовольственной помощи голодающему населению Нижегородской губернии. Позже руководил оценочно-экономическим отделением владимирской губернской земской управы, где под его руководством было выполнено местное исследование крестьянского хозяйства и доходности земель по всей губернии.
В 1901 году его статистические исследования во Владимирской губернии по распоряжению администрации были закрыты (по причине «неблагонадёжности»), и только в 1903 году Неволин снова получил возможность взяться за работу.
Его работы были помещены в статистических сборниках казанского, нижегородского и владимирского земств; он писал также в «Русских Ведомостях» и различных провинциальных газетах (в том числе во «Владимирских губернских ведомостях»), главным образом по вопросам земского хозяйства. Был сотрудником отдела географии Энциклопедического словаря Брокгауза и Ефрона (как в собственно ЭСБЕ, так и — впоследствии — в НЭС). Дата его смерти не установлена.